# Out of the Inkwell
Out of the Inkwell è una serie di cortometraggi animati muti prodotta da Max Fleischer dal 1918 al 1929.

## Storia
La serie è il risultato di tre cortometraggi sperimentali che Max Fleischer produsse autonomamente nel periodo 1914-1916 per dimostrare la sua invenzione, il rotoscope, che era un dispositivo costituito da un proiettore cinematografico e un cavalletto usato come aiuto per ottenere movimenti realistici nei cartoni animati. Il rotoscope proiettava una pellicola cinematografica attraverso un'apertura nel cavalletto, coperta da una lastra di vetro che fungeva da superficie di disegno. L'immagine sulla pellicola proiettata veniva tracciata su carta, facendo avanzare la pellicola un fotogramma alla volta mentre ogni disegno veniva fatto. Il fratello Dave Fleischer stava lavorando come clown a Coney Island, e servì come modello per quello che sarebbe diventato il loro primo personaggio famoso, Koko il Clown.
Out of the Inkwell venne iniziata alla Bray Productions come uscita mensile in The Bray Pictorgraph Screen Magazine prodotto per la Paramount Pictures dal 1918 al 1920, e in seguito per la Goldwyn Pictures nel 1921. Nello stesso anno, i fratelli Fleischer aprirono il loro studio, e nel 1923 il pagliaccio che in precedenza non aveva nome cominciò ad essere conosciuto come Ko-Ko quando l'animatore veterano Dick Huemer divenne il nuovo direttore dell'animazione. Huemer, che aveva iniziato ad animare con la serie Mutt and Jeff nel 1916, portò l'influenza di quella serie in Out of the Inkwell e creò un piccolo compagno canino di nome Fitz. Huemer inoltre ridisegnò il clown per l'animazione e portò i Fleischer lontano dalla loro dipendenza dal rotoscope. Inoltre definì lo stile di disegno con la sua distintiva qualità d'inchiostrazione per cui la serie era famosa.
Ma era l'integrazione e l'interazione delle sequenze live action con protagonista Max Fleischer che spinsero la serie. In genere, i cartoni iniziano in live action mostrando Max che inizia la sua giornata. Comincia a disegnare i personaggi su carta, o apre il calamaio e loro escono e interagiscono con la realtà.

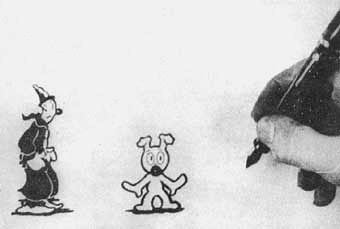
Un'immagine di Ko-Ko al ristorante cinese (1927) della serie The Inkwell Imps, con Koko il Clown e Fitz the Dog.

La serie Out of the Inkwell durò dal 1918 al 1926, l'anno successivo venne ribattezzata The Inkwell Imps per la Paramount e continuò fino al 1929. Fleisher proseguì nella serie, agendo come attore, produttore, sceneggiatore e animatore per il suo studio Out of the Inkwell Films, producendo 62 episodi di Out of the Inkwell e 56 di The Inkwell Imps. Benché la serie The Inkwell Imps venne sostituita dai Talkartoons nel 1929, Koko il Clown tornò nel 1931 come personaggio di supporto con Bimbo e Betty Boop. L'ultima apparizione cinematografica di Koko fu nel cartone animato di Betty Boop Gas esilarante (1934), che era un remake di The Cure (1924) di questa serie. Koko ebbe un breve cameo nella sua unica apparizione cinematografica a colori nell'episodio delle Screen Songs Toys will be Toys (1949).
Nel 1955 i cortometraggi della serie Out of the Inkwell, insieme ad altri 2500 corti Paramount pre-1950, furono venduti alla televisione, la maggioranza acquisiti dalla U.M.&M. T.V. Corp. Nel 1958 Max Fleischer attivò un nuovo studio in una partnership con Hal Seeger, e nel 1960 produsse una serie televisiva intitolata Out of the Inkwell, composta da 100 episodi di cinque minuti ognuno. Nella nuova serie a colori, KoKo aveva una ragazza clown di nome KoKette e un antagonista di nome Mean Moe. Larry Storch doppiò KoKo e tutti i personaggi di supporto. Gran parte dei corti della serie originale è oggi di pubblico dominio.

## Filmografia

### Gli anni della Bray Productions (1918-1921)
- Experiment No. 1 (1918)
- Experiment No. 2 (1919)
- Experiment No. 3 (1919)
- The Clown's Pup (1919)
- The Tantalizing Fly (1919)
- Slides (1919)
- The Boxing Kangaroo (1920)
- The Chinaman (1920)
- The Circus (1920)
- The Ouija Board (1920)
- The Clown's Little Brother (1920)
- Poker (1920)
- Perpetual Motion (1920)
- The Restaurant (1920)
- Cartoonland (1921)
- The Automobile Ride (1921)

### 1921-1926
- Modeling (1921)
- Fishing (1921)
- Invisible Ink (1921)
- The Fish (1922)
- The Dresden Doll (1922)
- The Mosquito (1922)
- Bubbles (1922)
- Flies (1922)
- Pay Day (1922)
- The Hypnotist (1922)
- The Challenge (1922)
- The Show (1922)
- The Reunion (1922)
- The Birthday (1922)
- Jumping Beans (1923)
- Surprise (1923)
- The Puzzle (1923)
- Trapped (1923)
- The Battle (1923)
- False Alarm (1923)
- Balloons (1923)
- The Fortune Teller (1923)
- Shadows (1923)
- Bed Time (1923)
- The Laundry (1924)
- Masquerade (1924)
- The Cartoon Factory (1924)
- Mother Gooseland (1924)
- A Trip To Mars (1924)
- A Stitch in Time (1924)
- Clay Town (1924)
- The Runaway (1924)
- Vacation (1924)
- Vaudeville (1924)
- League of Nations (1924)
- Sparring Partners (1924)
- The Cure (1924)
- Koko the Hot Shot (1925)
- Koko the Barber (1925)
- Big Chief Koko (1925)
- The Storm (1925)
- Koko Trains 'Em (1925)
- Koko Sees Spooks (1925)
- Koko Celebrates the Fourth (1925)
- Koko Nuts (1925)
- Koko on the Run (1925)
- Koko Packs 'Em (1925)
- Koko Eats (1925)
- Koko's Thanksgiving (1925)
- Koko Steps Out (1925)
- Koko in Toyland (1925)
- My Bonnie September (1925)
- Koko's Paradise (1926)
- Koko Baffles the Bulls (1926)
- It's the Cats (1926)
- Koko at the Circus (1926)
- Toot Toot (1926)
- Koko Hot After It (1926)
- The Fadeaway (1926)
- Koko's Queen (1926)
- Koko Kidnapped (1926)
- Koko the Convict (1926)
- Koko Gets Egg-Cited (1926)

### The Inkwell Imps (1927-1929)
- Koko Back Tracks (1927)
- Koko Makes 'Em Laugh (1927)
- Koko in 1999 (1927)
- Koko the Kavalier (1927)
- Koko Needles the Boss (1927)
- Ko-Ko al bigliardo (Ko-Ko Plays Pool, 1927)
- Ko-Ko e l'ombrello (Ko-Ko's Kane, 1927)
- Ko-Ko paladino (Ko-Ko the Knight, 1927)
- Ko-Ko aviatore (Ko-Ko Hops Off, 1927)
- Ko-Ko poliziotto (Ko-Ko the Kop, 1927)
- Ko-Ko esploratore (Ko-Ko Explores, 1927)
- Ko-Ko al ristorante cinese (Ko-Ko Chops Suey, 1927)
- Ko-Ko svegliarino (Ko-Ko's Klock, 1927)
- Ko-Ko alla ventura (Ko-Ko's Quest, 1927)
- Ko-Ko giovincello (Ko-Ko the Kid, 1927)
- Ko-Ko's Kink (1928)
- Ko-Ko miliardario sfortunato (Ko-Ko's Kozy Korner, 1928)
- Ko-Ko e i microbi (Ko-Ko's Germ Jam, 1928)
- Ko-Ko al bagno (Ko-Ko's Bawth, 1928)
- Ko-Ko fumatore (Ko-Ko Smokes, 1928)
- Ko-Ko maestro di tatuaggio (Ko-Ko's Tattoo, 1928)
- Ko-Ko padrone del mondo (Ko-Ko's Earth Control, 1928)
- Ko-Ko e le salsicce (Ko-Ko's Hot Dog, 1928)
- Ko-Ko nella casa incantata (Ko-Ko's Haunted House, 1928)
- Ko-Ko e la lampada magica (Ko-Ko's Lamp Aladdin, 1928)
- Ko-Ko sulle montagne russe (Ko-Ko Squeals, 1928)
- Ko-Ko's Field Daze (1928)
- Ko-Ko Goes Over (1928)
- Ko-Ko's Catch (1928)
- Ko-Ko's War Dogs (1928)
- Ko-Ko's Chase (1928)
- Ko-Ko Heaves Ho (1928)
- Ko-Ko's Big Pull (1928)
- Ko-Ko Cleans Up (1928)
- Ko-Ko's Parade (1928)
- Ko-Ko's Dog Gone (1928)
- Ko-Ko in the Rough (1928)
- Ko-Ko's Magic (1928)
- Ko-Ko on the Track (1928)
- Ko-Ko's Act (1928)
- Ko-Ko's Courtship (1928)
- No Eyes Today (1929)
- Noise Annoys Ko-Ko (1929)
- Ko-Ko Beats Time (1929)
- Ko-Ko's Reward (1929)
- Ko-Ko's Hot Ink (1929)
- Ko-Ko's Crib (1929)
- Ko-Ko's Saxophonies (1929)
- Ko-Ko's Knock Down (1929)
- Ko-Ko's Signals (1929)
- Ko-Ko's Conquest (1929)
- Ko-Ko's Focus (1929)
- Ko-Ko's Harem Scarum (1929)
- Ko-Ko's Big Sale (1929)
- Ko-Ko's Hypnotism (1929)
- Chemical Ko-Ko (1929)